# Hans Fallada
Rudolf Wilhelm Friedrich Ditzen, més conegut pel pseudònim de Hans Fallada (Greifswald, 21 de juliol de 1893 - Berlín, Alemanya, 5 de febrer de 1947) va ser un dels escriptors alemanys més famosos del segle xx. La major part de les seves obres estan relacionades amb el moviment cultural alemany de la Nova Objectivitat.

## Obres
A continuació es mostren les seves obres amb el títol original en alemany i l'any de publicació:
- Der junge Goedeschal, 1920
- Anton und Gerda, 1923
- Bauern, Bonzen und Bomben, 1931
- Kleiner Mann, was nun?, 1932
- Wer einmal aus dem Blechnapf frißt, 1932
- Wir hatten mal ein Kind, 1934
- Märchen vom Stadtschreiber, der aufs Land flog, 1935
- Altes Herz geht auf die Reise, 1936
- Hoppelpoppel - wo bist du?, Kindergeschichten, 1936
- Wolf unter Wölfen, 1937
- Geschichten aus der Murkelei, Märchen, 1938
- Der eiserne Gustav, 1938
- Süßmilch spricht, 1938
- Kleiner Mann - großer Mann, alles vertauscht, 1939
- Süßmilch spricht. Ein Abenteuer von Murr und Maxe, Erzählung, 1939
- Der ungeliebte Mann, 1940
- Das Abenteuer des Werner Quabs, Erzählung, 1941
- Damals bei uns daheim, Erinnerungen, 1942
- Heute bei uns zu Haus, Erinnerungen, 1943
- Fridolin der freche Dachs, 1944
- Jeder stirbt für sich allein, 1947
- Der Alpdruck, 1947
- Der Trinker, 1950
- Ein Mann will nach oben, 1953
- Die Stunde, eh´du schlafen gehst, 1954
- Junger Herr - ganz groß, 1965
- Sachlicher Bericht über das Glück, ein Morphinist zu sein, 2005 (publicat pòstumament)
- In meinem fremden Land: Gefängnistagebuch, 1944 (ed. Jenny Williams & Sabine Lange 2009)